# Serpentinimonas
Serpentinimonas es un género de bacterias gramnegativas de la familia Comamonadaceae. Fue descrito en el año 2021. Su etimología hace referencia a serpentina. Son bacterias con forma de bacilo y móvil por flagelo polar. Forman colonias de color claro, opacas. Temperatura de crecimiento óptima de 30 °C. Catalasa positiva. Sensible a kanamicina y gentamicina. Se ha aislado de ambientes terrestres serpentinizados. Actualmente existen tres especies: Serpentinimonas barnesii, Serpentinimonas maccroryi y Serpentinimonas raichei. 